# Seth G. Jones
Seth G. Jones (* 2. Oktober 1972) ist ein US-amerikanischer Politikwissenschaftler in führender Funktion bei der Rand Corporation sowie Honorarprofessor an der Georgetown University in Washington, D.C. und an der Naval Postgraduate School in Monterey. Seine Themenschwerpunkte sind Aufstands- und Terrorismusbekämpfung in Afghanistan und Pakistan, zu denen er mehrere Bücher und Artikel veröffentlicht hat. Jones war in verschiedenen militärischen Verwendungen für das US Special Operations Command tätig.

## Werdegang
Jones erreichte den Master of Arts und Ph.D. an der Universität von Chicago in Politikwissenschaft. Er ist Honorarprofessor an der Georgetown-Universität und an der Naval Postgraduate School in Monterey. Sein ausgewiesenes Fachgebiet, für das sein Interesse insbesondere mit 9-11 entstand, sind Terrorismus- und Aufstandsbekämpfung mit Fokus auf Afghanistan, Pakistan und die al-Qaida.
2003 veröffentlichte er mit dem amerikanischen Diplomaten James Dobbins, der im Dezember 2001 die Verhandlungen zum Petersberger Abkommen geleitet hatte, das Buch America’s Role in Nation-Building. Dort untersuchen sie den Erfolg von amerikanischen Bemühungen um State Building seit dem Zweiten Weltkrieg anhand von sieben Fällen, darunter Deutschland. Für sein Buch In the Graveyard of Empires, das die Geschichte Afghanistans vom Sturz Zahir Schahs bis in die Gegenwart behandelt, erhielt er 2010 die Silbermedaille des vom Council on Foreign Relations vergebenen Arthur Ross Book Award. Mit diesem Preis werden Werke geehrt, die sich um das Verständnis von Außenpolitik und internationalen Beziehungen verdient gemacht haben. Artikel von ihm erschienen unter anderem in der New York Times, Foreign Affairs, Foreign Policy und Washington Post.
Bis Mai 2010 war er in Afghanistan als Planungsoffizier und Berater des kommandierenden Generals der United States Special Operations-Kräfte eingesetzt. Seitdem ist er Repräsentant des Kommandeurs des U.S. Special Operations Command beim Verteidigungsminister der Vereinigten Staaten.

## Werke (Auswahl)
- Establishing law and order after conflict. RAND Corporation, Santa Monica 2005, ISBN 0-8330-3814-1 (rand.org [PDF; 1,5 MB]).
- mit Lee H. Hilborne, C. Ross Anthony u. a.: Securing health: lessons from nation-building missions. RAND Corporation, Santa Monica 2006.
- mit Olga Oliker, Peter Chalk u. a.: Securing tyrants or fostering reform? U.S. internal security assistance to repressive and transitioning regimes. RAND Corporation, Santa Monica 2006, ISBN 0-8330-4262-9 (rand.org [PDF; 1,3 MB] Tagungsband).
- mit Robert Edwards Hunter: Building a successful Palestinian state. RAND Corporation, Santa Monica 2006, ISBN 0-8330-4051-0 (rand.org [PDF; 1,2 MB]).
- The rise of European security cooperation. Cambridge University Press, Cambridge 2007, ISBN 978-0-521-68985-4.
- Counterinsurgency in Afghanistan. RAND Corporation, Santa Monica 2008, ISBN 978-0-8330-4520-1 (rand.org [PDF; 1,2 MB]).
- mit Martin C. Libicki: How terrorist groups end. lessons for countering Al Qa'ida. RAND Corporation, Santa Monica 2008, ISBN 978-0-8330-4640-6 (rand.org [PDF; 3,3 MB]).
- In the graveyard of empires. America’s war in Afghanistan. W.W. Norton & Company, New York 2009, ISBN 978-0-393-06898-6.
- mit C. Christine Fair: Counterinsurgency in Pakistan. RAND Corporation, Santa Monica 2010, ISBN 978-0-8330-4976-6 (P rand.org [PDF; 2,9 MB]).
- Afghanistan’s local war. building local defense forces. RAND Corporation, Santa Monica 2010, ISBN 978-0-8330-4988-9 (rand.org [PDF; 600 kB]).
- Waging Insurgent Warfare: Lessons from the Vietcong to the Islamic State. Oxford University Press, New York 2017, ISBN 978-0-19-060086-0.
- Three Dangerous Men: Russia, China, Iran and the Rise of Irregular Warfare. W. W. Norton, New York 2021, ISBN 978-1-324-00620-6.